# Stammlager VII A

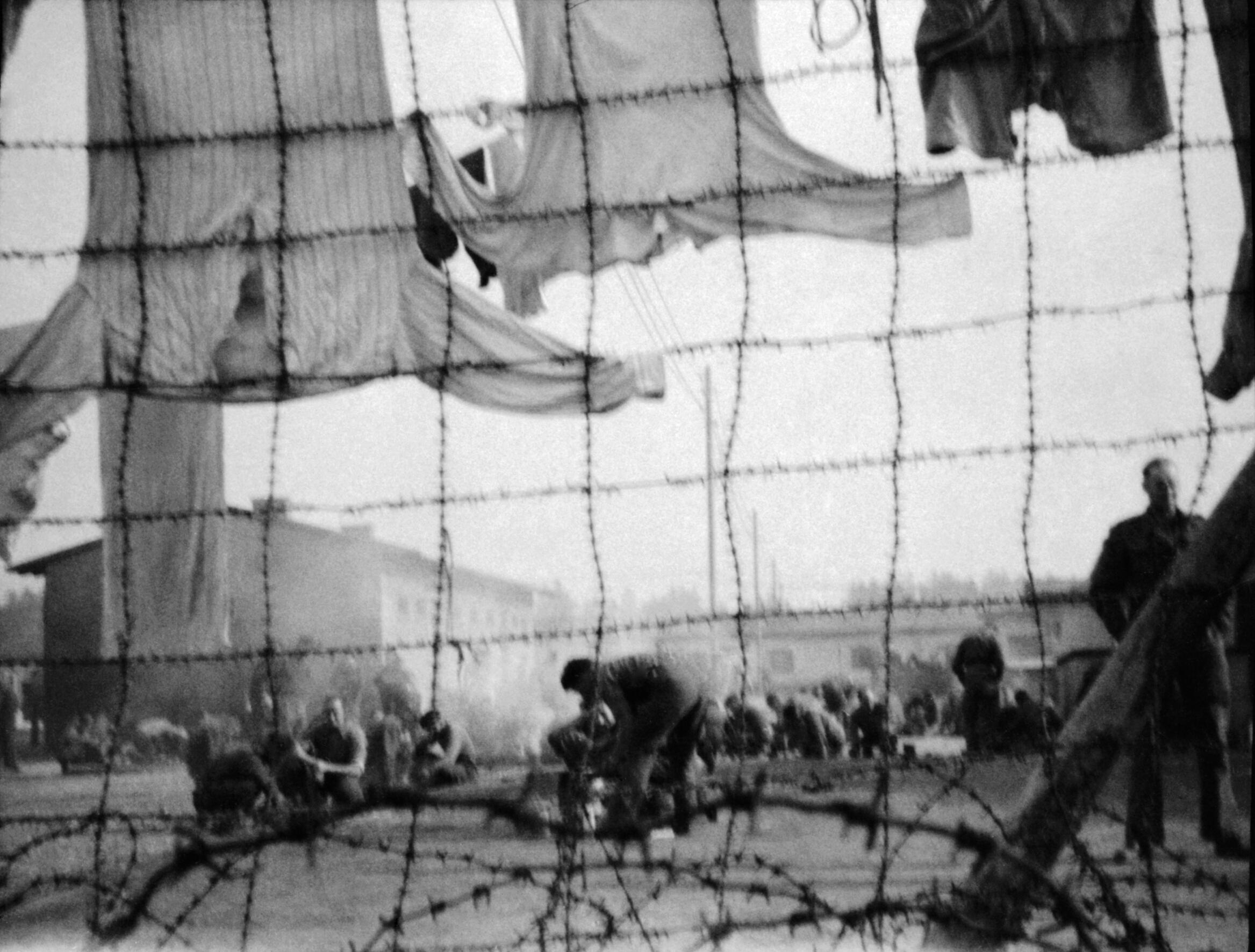
Britische Kriegsgefangene im Oktober 1943

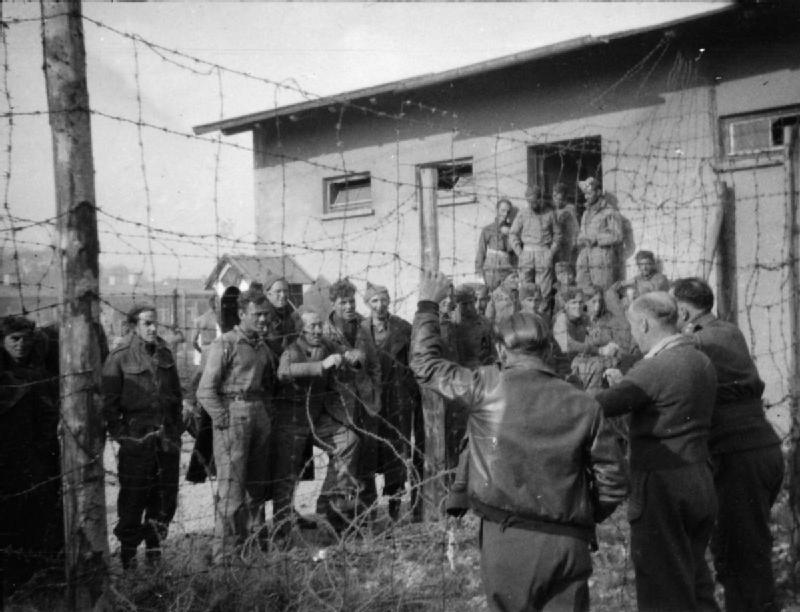
Britische Kriegsgefangene im Gespräch mit Neuankömmlingen

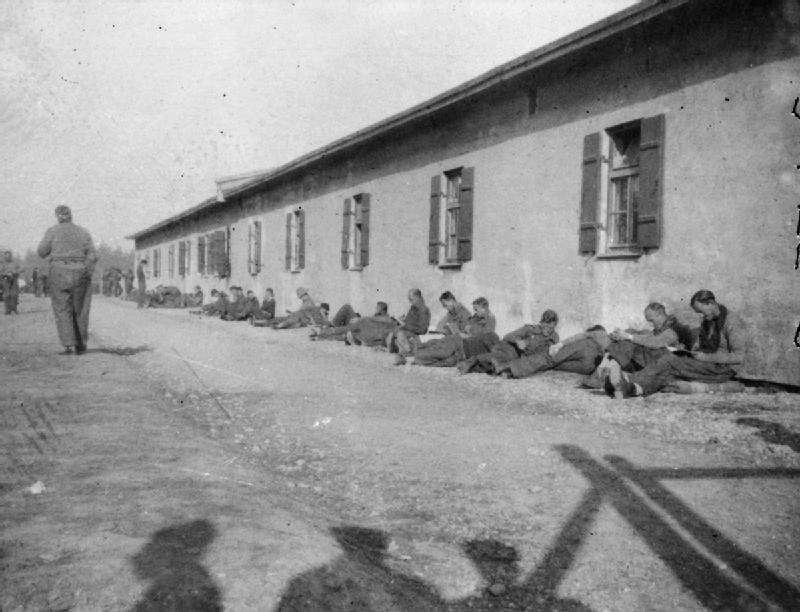
Britische Kriegsgefangene bei der Rast im November 1943

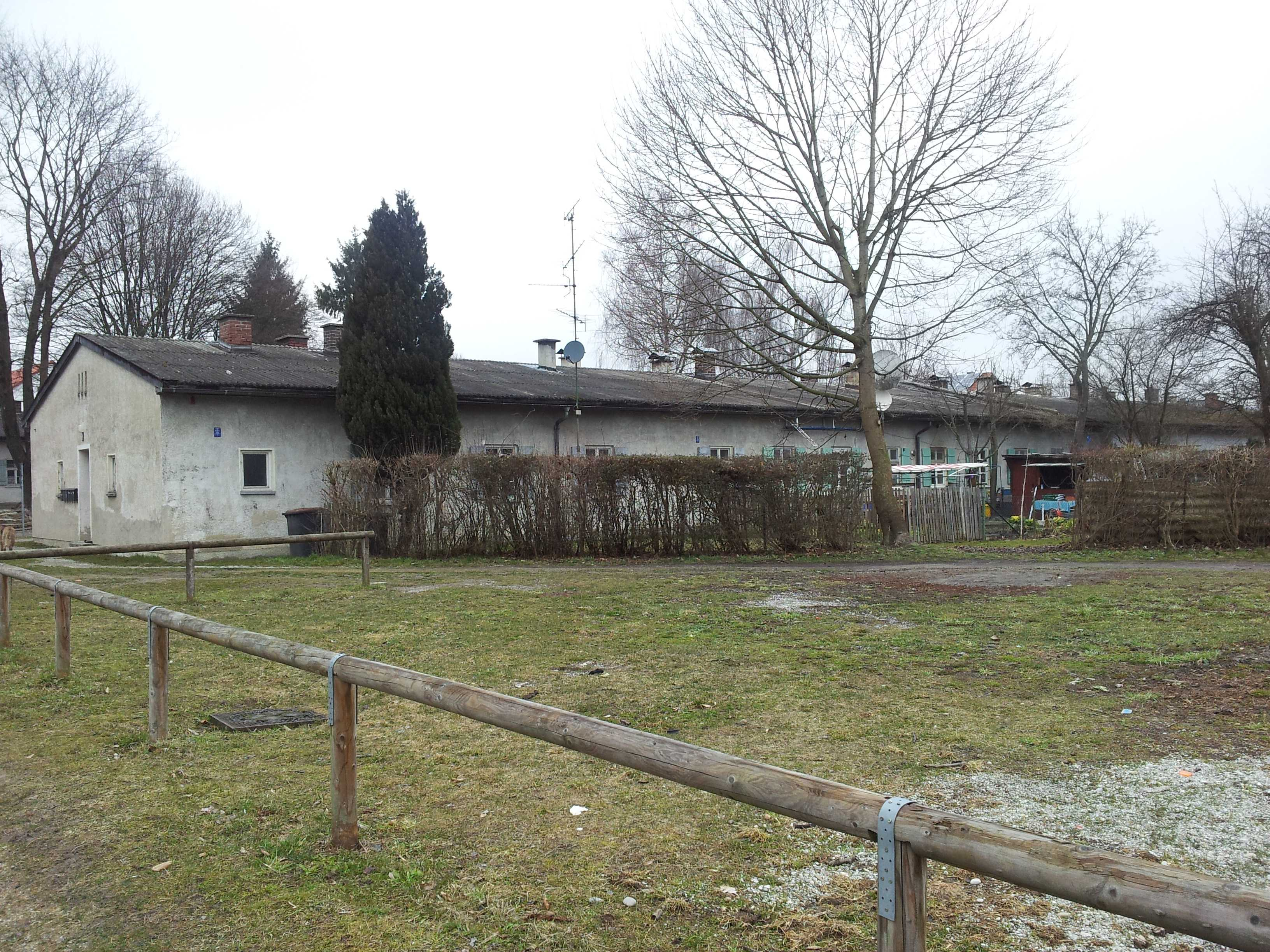
Erhaltene Baracke der Wachmannschaft des Stalag VIIA im Jahr 2013

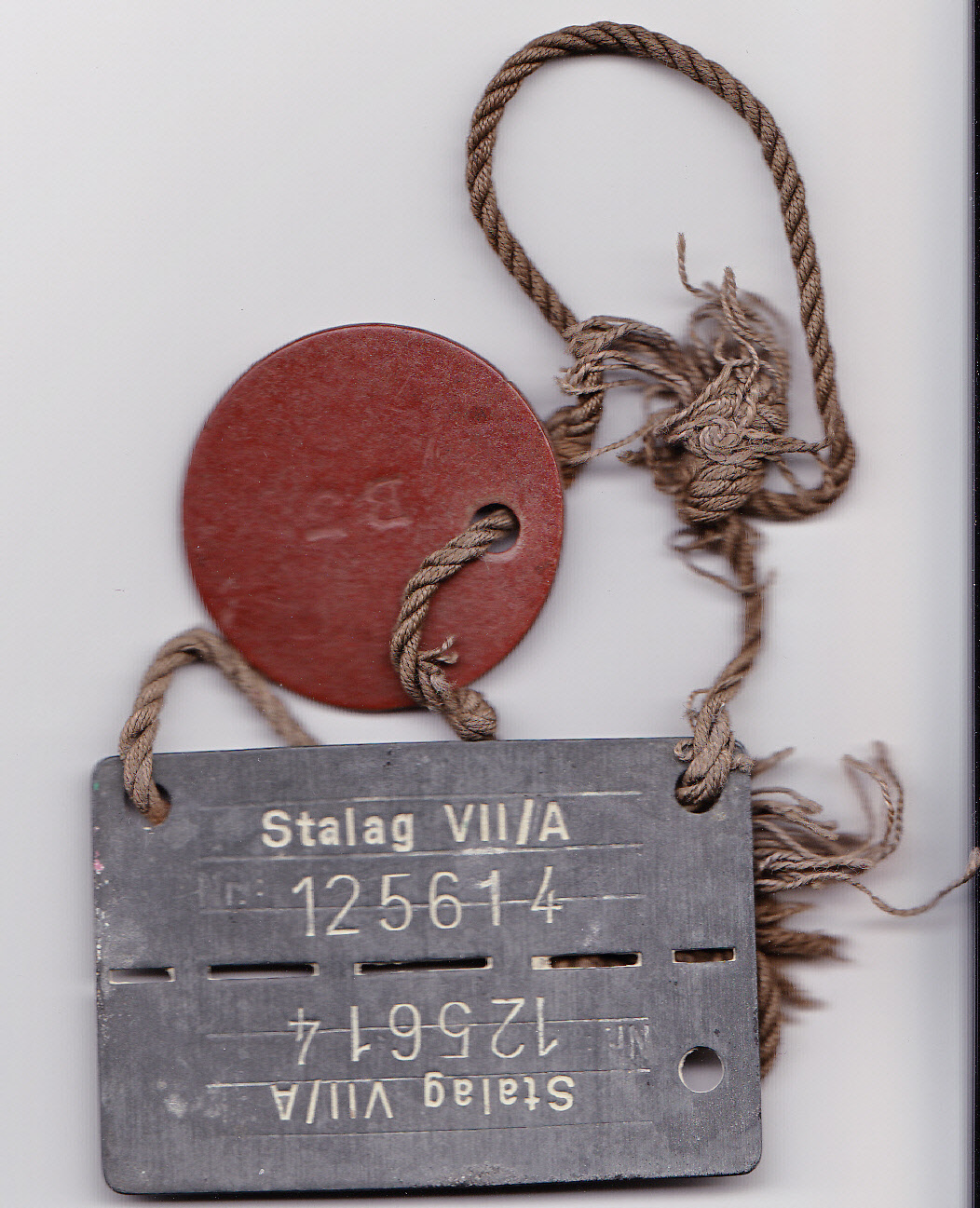
Erkennungsmarke aus dem Lager

Das Kriegsgefangenen-Mannschafts-Stammlager VII A (kurz: Stalag VII A) war ein Kriegsgefangenenlager der deutschen Wehrmacht, das im Herbst 1939 im Norden der Stadt Moosburg an der Isar (Oberbayern) zwischen Amper und Isar auf halbem Weg zwischen Freising und Landshut an der Eisenbahnlinie nach Regensburg (mit separater Bahnstation) errichtet wurde. Gegen Ende des Zweiten Weltkriegs waren dort und in den zugehörigen Nebenlagern 80.000 Kriegsgefangene vieler Nationalitäten interniert. Insgesamt durchliefen etwa 150.000 Gefangene das Lager, es gilt daher als größtes Kriegsgefangenenlager innerhalb des Deutschen Reiches. Auf einem Drittel des Lagergebiets waren sowjetische Offiziere der Roten Armee untergebracht. Etwa 1.000 Gefangene verstarben im Lager. Das Lager wurde am 29. April 1945 von in Richtung München vorstoßenden Truppen der 7. US-Armee befreit. Nach Kriegsende diente es als Internierungslager der amerikanischen Besatzungsmacht.

## Geschichte
Die Planungen zur Errichtung des Kriegsgefangenenlagers wurden bereits im September 1939, kurz nach dem Beginn des Zweiten Weltkriegs, angestoßen. Das Generalkommando des Wehrkreises VII in München nahm dazu ein zwischen den Flüssen Isar und Amper gelegenes Areal etwa einen Kilometer nördlich der damaligen Ortsgrenze von Moosburg an der Isar in Aussicht. Auf dem Gelände befindet sich die heutige Moosburger Neustadt. Trotz ablehnendem Geländegutachten wurde befohlen, binnen 14 Tagen hier ein Lager für 10.000 Kriegsgefangene durch den Reichsarbeitsdienst zu errichten. Das Lager wurde durch Stacheldrahtzäune und Wachtürme gegen Fluchtversuche gesichert. Der einzige Zugang befand sich neben dem Hauptwachturm im Westen, von wo aus sich die etwa 700 Meter lange Hauptstraße erstreckte (heutige Sudetenlandstraße).
Die ersten Gefangenen, 200 Polen und 900 Ukrainer, kamen am 19. Oktober 1939 an. Sie wurden zunächst provisorisch in Zelten untergebracht. Nach der Ankunft wurde den Gefangenen in einem Vorlager alle Wertsachen und mögliche zur Flucht taugliche Gegenstände abgenommen und diese vor der endgültigen Unterbringung in eine Entlausungsanstalt in der Halle einer angrenzenden Kunstdüngerfabrik gebracht. Ab 1940 wurden zusätzliche Baracken aus Holz für jeweils 200 oder 400 Inhaftierte errichtet. Bis zum Sommer 1940 war die Fläche des Lagers auf 350.000 m² angewachsen.
Für die Ernährung der Gefangenen mussten täglich bis zu 45 Tonnen Lebensmittel beschafft werden, vorwiegend Kartoffeln und Brot. Die einfache Lagerkost wurde ergänzt durch Lebensmittelpakete, welche die Inhaftierten von ihren Angehörigen und vom amerikanischen Roten Kreuz erhielten, was aber einen Schwarzmarkthandel von Gütern unter den Gefangenen zur Folge hatte. Die Versorgungslage wurde zum Ende des Krieges immer prekärer. Große Engpässe gab es auch bei Bekleidung und Schuhen, die von inhaftierten Handwerkern in nicht ausreichendem Maße gefertigt und repariert werden konnten. Für Kranke gab es drei Lagerreviere, die von 300 bis 600 Gefangenen täglich aufgesucht wurden. In einem eigenen Lagerlazarett wurden schwerere Erkrankungen von inhaftierten Ärzten oder im Wehrmachtslazarett auf dem Freisinger Domberg behandelt. Inhaftierte Priester oder deutsche Militärseelsorger übernahmen die religiöse Betreuung der Gefangenen. Briefe und Postkarten an Angehörige oder Familie wurden zensiert. Im Lager gab es Theater- und Chorgruppen, ein britisches Orchester, eine französische Lagerzeitung und für einige Zeit eine französische Lageruniversität. Die Gefangenen konnten sich auch körperlich betätigen, es fanden Boxkämpfe, Tennisspiele und auch Rugbyturniere statt. Kontakte mit der deutschen Bevölkerung waren verboten, sofern sie nicht arbeitsbedingt waren.
Im März 1943 kam es bei einer Lagerrazzia zu einem Großbrand, bei dem die Theater-, Bibliotheks- und Kirchenbaracke vollständig zerstört wurde.
Lagerkommandanten waren von 1939 bis 1943 Oberst Hans Nepf (1879–1952) und von 1943 bis 1945 Oberst Otto Burger (1888–1964). Während andere bayerische Städte bombardiert wurden, blieb Moosburg und sein Umland verschont, da Otto Burger angesichts der Überbelegung des Lagers eigenmächtig das Rote Kreuz in Genf darum bat, dieses nicht zu bombardieren.
Anfänglich wurden in dem Lager polnische Soldaten untergebracht, die im Krieg von 1939 gefangen genommen worden waren. Nach dem Westfeldzug wurden zunehmend französische Soldaten (und Angehörige der polnischen Streitkräfte in Frankreich) nach Moosburg deportiert. Nach dem Überfall auf die Sowjetunion ab Mitte 1941 folgte eine große Zahl Gefangener der Roten Armee. Die ersten US-amerikanischen Soldaten wurden nach dem Tunesien-Feldzug im Dezember 1942 und dem Italienfeldzug 1943 inhaftiert. Eine große Anzahl von Amerikanern wurde im Dezember 1944 während der Ardennenoffensive gefangen genommen. Insgesamt waren Gefangene aus 72 Nationen untergebracht, die nach Nationalitäten getrennt inhaftiert wurden. Bis Ende des Krieges wuchs die Zahl der Insassen auf 80.000 an (darunter zunehmend westalliierte Fliegersoldaten, die im Bombenkrieg über Deutschland abgeschossen worden waren, sowie alleine etwa 200 Generale). Die Gefangenen wurden je nach Nationalität unterschiedlich behandelt: Während die britischen und US-amerikanischen Inhaftierten entsprechend den Genfer Konventionen behandelt wurden, waren die sowjetischen Gefangenen ohne Rechte. Ab September 1941 wurden aufgrund des so genannten „Kommissarbefehls“ des Oberkommandos der Wehrmacht Tausende von „untragbaren“ sowjetischen Kriegsgefangenen wie beispielsweise Kranke, Politoffiziere oder „Intelligenzler“ aus Moosburg „ausgesondert“. Einige Offiziere des Lagers, darunter der Major Karl August Meinel und sein Vorgesetzter, Generalmajor Otto Ritter von Saur, waren gegen dieses Vorgehen und konnten etwa 120 Inhaftierten das Leben retten. Mindestens 300 der Gefangenen wurden ins KZ Dachau verbracht und auf dem nahegelegenen Schießplatz Hebertshausen von SS-Männern erschossen. Weitere 190 sowjetische Gefangene wurde von der Gestapo in die KZs Buchenwald und Mauthausen deportiert und dort erschossen.
In einem eigenen Arbeitsamt im Lager wurden die Gefangenen Landwirtschafts-, Handwerks- oder Industriebetrieben zugeteilt. Es gab sowohl Einzeleinsätze als auch Arbeitskommandos mit mehreren hundert Inhaftierten. Die Unternehmen mussten ein Minimum an Unterbringung und Verpflegung leisten und einen geringen Lohn bezahlen, mit dem die Gefangenen im Lager einkaufen konnten. Die meisten Einsatzorte befanden sich im Wehrkreis VII im Süden Bayerns. Wegen der mitunter großen Entfernungen zum Arbeitsort wurden die Gefangenen in etlichen Außenlagern untergebracht, die vom Hauptlager aus verwaltet wurden.
Etwa 2.000 deutsche Wachmannschaften des 512. Landesschützen-Bataillons waren in einem eigenen Kasernenbereich etwa 300 Meter südlich des Stalag in der heutigen Schlesierstraße stationiert. Kommandeur war Major Rudolf Koller, der gegen Kriegsende auch Stadtkommandant von Moosburg war. Moosburg selbst zählte damals nur etwa 5.000 Einwohner.

## Befreiung und Nachkriegszeit
Am 29. April 1945 wurde das Lager von einer Einheit der 14. Panzerdivision der United States Army unter General Charles H. Karlstad nach kurzen Kampfhandlungen befreit, wobei die Übergabe relativ geordnet vonstattenging. Die US-amerikanische Truppe erfuhr nur wenige Stunden vor dem Angriff von der Existenz des Lagers und dessen ungefährer Position. Da sich viele alliierte Kriegsgefangene im Lager und im Umland befanden, wurde die US-Artillerie nicht eingesetzt. Die Brücke über die Isar wurde von der Wehrmacht verteidigt und noch gesprengt.
Das Gelände wurde zu einem Internierungslager für deutsche Zivilisten umfunktioniert, die für ihre Tätigkeit während der Zeit des Nationalsozialismus zur Rechenschaft gezogen werden sollten; das „Civilian Internment Enclosure No. 6“. Zeitweilig waren bis zu 12.000 Deutsche auf dem Gelände in Haft. 1948 gab die US-Militärregierung das Lager auf und übertrug das Gelände an den Freistaat Bayern.
Er errichtete hier neue Wohnungen für zahlreiche Heimatvertriebene. Aus dieser Ansiedlung entstand ab 1948 der neue Moosburger Stadtteil Neustadt, so dass nur wenige Bauten noch an das Lager erinnern.

## Gedenken
Tote des Stalag VII A wurden auf dem Friedhof Oberreit (Ortsteil in Richtung Thonstetten) bestattet. Es soll sich um 1000 bis 2000 Tote, davon 800 sowjetische Soldaten, gehandelt haben. 1958 wurden die verbliebenen Toten aus Oberreit auf den Soldatenfriedhof in Schwabstadl, Landkreis Landsberg, umgebettet. In Schwabstadl haben 756 Sowjetsoldaten, 59 Jugoslawen, 6 Polen, 5 Rumänen und ein Grieche ihre letzte Ruhestätte gefunden. Die Überreste von 33 italienischen Soldaten wurden auf die Italienische Kriegsgräberstätte auf dem Waldfriedhof von München umgebettet. 1982 wurde auf dem ehemaligen Lagerfriedhof ein Gedenkkreuz errichtet. Im Jahr 2014, anlässlich des 75. Jahrestages der Errichtung des Lagers, wurde die Gedenkstätte neu gestaltet und mit einem historischen Gedenkstein ergänzt.
Zum 70. Jahrestag der Befreiung des Lagers erhielt im April 2015 eine Grünfläche an der Böhmerwaldstraße offiziell den Namen Stalag-Gedenkplatz. Hier befindet sich auch der so genannte Franzosenbrunnen, der 1942 unter der Leitung des inhaftierten italienischstämmigen französischen Künstlers Professor Antoniucci Volti (1915–1989) von französischen Kriegsgefangenen gestaltet wurde. Die vier Steinreliefs stellen die vier größten Flüsse Frankreichs (Seine, Loire, Rhône und Garonne) dar. Am 27. Oktober 1963 wurde der Brunnen eingeweiht und 2015 anlässlich des 70. Jahrestages der Befreiung neu gestaltet.
Eine noch erhaltene Gefangenenbaracke des Lagers, die so genannte „Sabathiel“-Baracke in der Egerlandstraße 22 ist baufällig und steht unter Denkmalschutz. Sie wurde 2020 mit einer zusätzlichen Überdachung versehen, um sie vor Witterungseinflüssen zu schützen. Drei noch erhaltene Baracken der Wachmannschaft in der Schlesierstraße 1–5 wurden nach vorherigen Abbruchplänen der Stadt Moosburg am 15. Februar 2013 in die Bayerische Denkmalliste aufgenommen. Die Weiternutzung ist noch in Diskussion; vorgesehen ist ein Informations- und Dokumentationszentrum.
Anlässlich des 80. Jahrestags der Befreiung des Stalag VII A wurde die Ausstellung „Vergessen und vorbei?“ vom 25. April bis 11. Mai 2025 in der Stadthalle Moosburg gezeigt.